# Trucy
Trucy ist eine französische Gemeinde mit 141 Einwohnern (Stand 1. Januar 2022) im Département Aisne in der Region Hauts-de-France (vor 2016 Picardie). Sie gehört zum Arrondissement Laon, zum Kanton Villeneuve-sur-Aisne und zum Gemeindeverband Chemin des Dames.

## Lage
Die Gemeinde Trucy liegt an der Ailette im Höhenzug Chemin des Dames, neun Kilometer südlich von Laon. Nachbargemeinden von Trucy sind Lierval im Norden, Colligis-Crandelain im Osten sowie Chevregny im Süden und Westen.

## Bevölkerungsentwicklung
| Jahr                       | 1962 | 1968 | 1975 | 1982 | 1990 | 1999 | 2006 | 2015 | 2022 |
| Einwohner                  | 69   | 72   | 69   | 84   | 112  | 115  | 117  | 142  | 141  |
| Quellen: Cassini und INSEE |      |      |      |      |      |      |      |      |      |

## Sehenswürdigkeiten
- Kirche Sainte-Trinité

Die Dreifaltigkeitskirche ist ein romanisches Gebäude aus dem 12. Jahrhundert. Sie steht seit 1886 als Monument historique unter Denkmalschutz. Nach dem  Ersten Weltkrieg wurde sie weitgehend restauriert.